# Arnott
Arnott`s Garages – dawne brytyjskie przedsiębiorstwo zajmujące się produkcją samochodów wyścigowych, sportowych i prototypów. Istniało w latach 1951 - 1957. W firmie składano samochody sportowe z nadwozia z włókna szklanego; używając silników Austin, Coventry Climax, Lea-Francis. Szacuje się, że powstało jedynie 25 sztuk tych aut.
Samochód został skonstruowany przez Daphne Arnott – jedną z niewielu kobiet biorących udział w wyścigach samochodowych. Wraz z menedżerem George Thorntonem zbudowała samochód wyścigowy Formuły 3. O ile nie udawało się odnosić sukcesów w sporcie, o tyle marka stała się znana dzięki udziałowi w konkursach na bicie rekordów. W 1957 wzięto udział w wyścigu 24h Le Mans.